# Зак Реріг
Захарі Джордж «Зак» Реріг (англ. Zachary George "Zach" Roerig (вимовляється /rɔːrɪg/); нар. 16 лютого 1985, Огайо, США) — американський актор, найбільш відомий за ролями Кейсі Г'юза в серіалі «Як обертається світ» і Мета Донована з телесеріалу «Щоденники вампіра».

## Біографія
Зак народився в Огайо, в родині Даніеля й Андреа Роріґів. Має молодшу сестру Емілі, 1989 року народження. Сімейний бізнес Реріґів — виробництво надгробних пам'ятників, його ведуть батько й дід Зака, і він сам допомагав батькові, коли ріс. У середній школі Зак грав у футбол і займався боротьбою.
В Огайо Зак був у складі модельного агентства «Stone Model & Talent Agency», потім вирушив до Нью-Йорка й приєднався до агентства «Ford Models». Дебютував на телебаченні в епізоді серіалу «Закон і порядок», 2004 року. Першою помітною роллю на телебаченні для нього став персонаж Кейсі Г'юз у мильній опері Як повертається світ. Спершу роль була епізодичною, проте скоро, в березні 2005 року, Зак уклав повноцінний контракт на зйомки в цьому серіале.
Зак знімався в рекламному ролику спортивного одягу та взуття «Foot Locker». У друкованій рекламі висвітився для JCPenny і Marshall Fields.
Входив до акторського складу пілота, що не вийшов в ефір, шоу CW «Роздільне рішення» (англ. Split Decision).

## Особисте життя
У Реріга є дочка, яка народилася в січні 2011 року.
У червні 2013 року Реріг подав судові документи в Джорджії, вимагаючи повної опіки над своєю донькою після того, як її мати, колишня дівчина Алана Тернер, була ув'язнена у федеральній в'язниці.
Деякий час зустрічався зі своєю колегою по «Щоденникам вампіра» Наталі Келлі.
24 травня 2020 року його заарештували за керування автомобілем у нетверезому стані в Монпельє, штат Огайо, і 4 червня того ж року було притягнуто до суду.
14 квітня 2025 року він оголосив про свої стосунки зі своєю колегою по «Щоденникам вампіра» Аріель Кеббел.

## Фільмографія
| Кіно        | Кіно                            | Кіно                                       | Кіно                  | Кіно                                |
| Рік         | Назва українською               | Оригінальня назва                          | Роль                  | Примітки                            |
| ----------- | ------------------------------- | ------------------------------------------ | --------------------- | ----------------------------------- |
| 2005        |                                 | «Flutter Kick»                             | Джейсон Метьюз        |                                     |
| 2007        |                                 | «Tie a Yellow Ribbon»                      | Підліток Джо          |                                     |
| 2008        |                                 | «Dear Me»                                  | Адам                  |                                     |
| 2008        | «Убивство шкільного президента» | «Assassination of a High School President» | Мет Маллен            |                                     |
| 2008        | «Офіційний відбір»              | «Official Selection»                       | Американський солдат  |                                     |
| 2009        |                                 | «Strawberry Wine»                          | Jason Gabel           | у виробництві                       |
| Телефільми  |                                 |                                            |                       |                                     |
| Рік         | Назва українською               | Оригінальна назва                          | Роль                  | Примітки                            |
| 2006        | Принц                           | «The Prince»                               | Тафт                  |                                     |
| 2006        |                                 | «Split Decision»                           | Grady Love            |                                     |
| Телесеріали |                                 |                                            |                       |                                     |
| Рік         | Назва українською               | Оригінальна назва                          | Роль                  | Примітки                            |
| 2004        | «Закон і порядок»               | «Law & Order»                              | Rollerblade Messenger | Епізод «All in the Family»          |
| 2006        |                                 | «Reba»                                     | Людина на весіллі     | Эпізод «Two Weddings and a Funeral» |
| 2007        |                                 | «One Life to Live»                         | Гантер Етвуд          | 13 епізодов                         |
| 2007        | «Дороговказне світло»           | «Guiding Light»                            | Алекс                 | Епізод «#1.15105»                   |
| 2005-2007   | «Як обертається світ»           | «As the World Turns»                       | Кейсі Г'юз            | 274 епізоди                         |
| 2008-2007   | «Вогні нічної п'ятниці»         | «Friday Night Lights»                      | Каш                   | 6 епізодів                          |
| 2009-2013.  | «Щоденники вампіра»             | «The Vampire Diaries»                      | Метт Донован          | Постійна роль                       |